# Shirley Thomas
Shirley Thomas (Reino Unido, 15 de junio de 1963) es una atleta británica, especializada en la prueba de 4 x 100 m en la que llegó a ser subcampeona mundial en 1983.

## Carrera deportiva
En el Mundial de Helsinki 1983 ganó la medalla de plata en los relevos 4 x 100 metros, con un tiempo de 42.71 segundos, tras Alemania del Este y por delante de Jamaica, siendo sus compañeras de equipo: Kathy Smallwood-Cook, Beverley Callender y Joan Baptiste.